# Jihyun
Ji-hyun (hangul: 지현), também escrito como Jee-hyun, é um prenome coreano unissex. Seu significado difere baseado no hanja usado para escrever cada sílaba do nome. Há 46 hanja com a leitura "ji" e 35 hanja com a leitura "hyun", na lista oficial de hanja do governo sul-coreano, que pode ser registrado para uso em outros nomes. Ji-hyun foi o nono nome mais popular para meninas na Coreia do Sul em 1990.

## Pessoas
- Qri (nascida Lee Ji-hyun em 1986), cantora e atriz sul-coreana. Integrante do grupo feminino T-ara e da subunidade QBS.
- Soyou (nascida Kang Ji-hyun em 1992), cantora e compositora sul-coreana. Ex-integrante do grupo feminino Sistar.
- Son Ji-hyun (1990), cantora, dançarina e atriz sul-coreana. Ex-integrante do grupo feminino 4Minute.
- Nam Ji-hyun (1995), atriz e modelo sul-coreana.
- Song Ji-hyun (1969), ex-handebolista sul-coreana.
- Wang Ji-hyun (1981), atriz e modelo sul-coreana.